# Ga Haeundae (Busan Metro)
Ga Haeundae (tiếng Hàn: 해운대역; Hanja: 海雲臺驛) là một ga trên Tàu điện ngầm Busan tuyến 2 in U-dong, quận Haeundae, Busan, Hàn Quốc. Nhà ga này không liên quan đến Ga Haeundae của Korail.

## Liên kết
- (tiếng Hàn) Thông tin ga từ Tổng công ty vận chuyển Busan